# Мундштук (музика)
Мундштук — частина духового інструмента, зазвичай знімна, якої виконавець торкається губами.

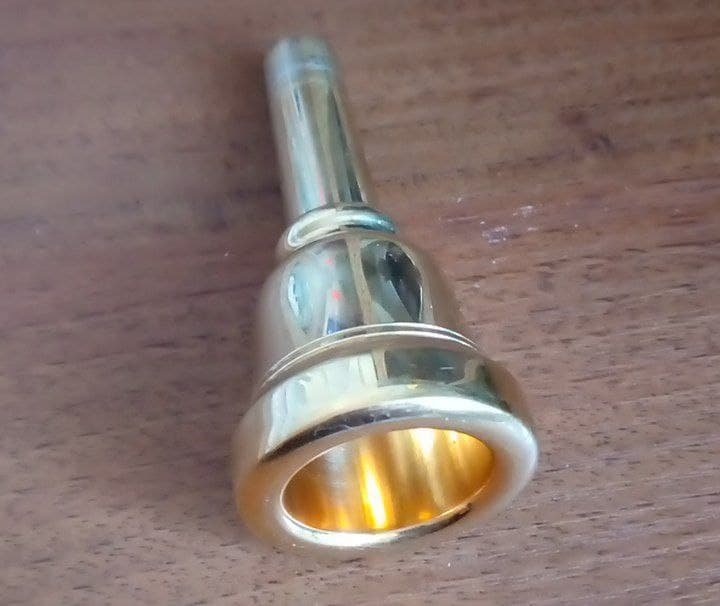
Мундштук тромбона

Слово «мундштук» походить від німецького складного слова, що складається з двох: Mund (з нім. — «рот») і Stück (з нім. — «шматок»)
Мундштук і губи (або мундштук і тростина) генерують звукові хвилі, відповідно, форма і розмір мундштука впливають на тембр інструмента. Форма мундштука залежить від класу інструмента: у поздовжньої флейти, кларнета, саксофона він дзьобоподібної форми, у мідних духових — чашкоподібний. Усередині мундштук може мати просту конічну (як у мисливського ріжка) або складну форму: так, у кларнета конічна порожнина закінчується скошеним паралелепіпедом. Чим менший мундштук, тим простіше на ньому грати високі ноти. Мундштуки виробляють із деревини, пластику, металу і скла.
Положення губ відносно мундштука при грі на мідних духових інструментах змінюється: наприклад, граючи на корнеті, валторні і тубі, музикант поміщає його так, щоб на 2/3 він торкався верхньої губи, а на 1/3 — нижньої; у випадку з трубою — навпаки.